# Mark Donovan
Mark Jamie Donovan (* 3. April 1999 in Penrith) ist ein britischer Radrennfahrer.

## Sportlicher Werdegang
Im Juniorenalter war Donovan sowohl im Straßenradsport als auch im Cyclocross aktiv. Im Jahr 2017, seinem besten Jahr als Junior, wurde er britischer Junioren-Meister im Cyclocross, auf der Straße gewann er die Gesamtwertung des Giro di Basilicata sowie bei Aubel-Thimister-La Gleize und wurde Fünfter in der Gesamtwertung der Ronde des Vallées.
Zur Saison 2018 wurde Donovan Mitglied im Team Wiggins. In seinem ersten Jahr in der U23 gewann er eine Etappe des Giro della Valle d’Aosta und belegte den 4. Platz in der Gesamtwertung beim Giro Ciclistico d’Italia.
Im August 2019 wurde bekannt, dass Donovan zur Saison 2020 zum UCI WorldTeam Sunweb wechselt. Bereits in seinem ersten Jahr bei Sunweb nahm er mit der Vuelta a España an seiner ersten Grand Tour teil, die er als 48. der Gesamtwertung abschloss. Auf der 11. Etappe erzielte er mit Platz 4 seine beste Etappenplatzierung. Nachdem er auch 2021 und 2022 ohne zählbaren Erfolg geblieben war, wurde er zur Saison 2023 Mitglied im neu als UCI ProTeam lizenzierten Q36.5 Pro Cycling Team. Nach vier sieglosen Jahren gewann er 2023 die Gesamtwertung der Sibiu Cycling Tour. Bei der Tour of Britain 2023, dem wichtigsten Rennen in seiner Heimat, war er als Fünfter bester Fahrer aus dem Vereinigten Königreich. 2024 verbesserte er sich auf den vierten Gesamtrang, war aber nur drittbester Brite.

## Erfolge

### Straße
2017
- Gesamtwertung, eine Etappe und Punktewertung Giro di Basilicata
- Gesamtwertung und Mannschaftszeitfahren Aubel-Thimister-La Gleize
- Bergwertung SPIE Internationale Juniorendriedaagse

2018
- eine Etappe Giro della Valle d’Aosta

2023
- Gesamtwertung Sibiu Cycling Tour

### Cyclocross
2016
- Britischer Meister – Junioren

## Grand-Tour-Platzierungen
| Grand Tour            | 2020 | 2021 | 2022 | 2023 | 2024 | 2025 |
| --------------------- | ---- | ---- | ---- | ---- | ---- | ---- |
| Giro d’ItaliaGiro     | –    | –    | –    | –    | –    | 55   |
| Tour de FranceTour    | –    | 45   | –    | –    | –    |      |
| Vuelta a EspañaVuelta | 48   | –    | DNF  | –    | –    |      |